# Ricky Riccitelli

a Compétitions nationales et continentales officielles uniquement.

b Matchs officiels uniquement.
Dernière mise à jour le 17 avril 2025.
Ricky Riccitelli, né le 3 février 1995 à Durban (Afrique du Sud), est un joueur sud-africain et néo-zélandais de rugby à XV jouant au poste de talonneur avec les Blues en Super Rugby et avec la province de Taranaki en NPC.

## Biographie

### Jeunesse et formation
Ricky Riccitelli naît le 3 février 1995 à Durban, en Afrique du Sud. Il est le fils de Gail Luiz et de John Riccitelli. Riccitelli et ses parents migrent en Nouvelle-Zélande lorsqu'il a quatre ans, après que sa mère obtient un emploi dans le pays. Ils s'installent à Ōakura (en) et il grandit à New Plymouth, où il fréquente le Francis Douglas Memorial College. Pendant ses années de lycée, Riccitelli excelle dans des sports comme le cricket et le rugby à XV, et il reçoit le titre de sportif de l'année de son école en 2012.
En 2015, Ricky Riccitelli est sélectionné pour le Championnat du monde junior en Italie. Il participe ensuite à sept des huit matchs des Baby Blacks, dont leur victoire historique contre l'Angleterre en finale, où il est titulaire comme pilier gauche. Il a également joué avec l'équipe de Nouvelle-Zélande des moins de 20 ans lors du Championnat d'Océanie junior plus tôt dans l'année.

### Début de carrière avec Hawke's Bay et les Hurricanes (2015-2017)
Bien que d'autres provinces manifestent de l'intérêt pour Ricky Riccitelli, il finit par signer un contrat de deux ans avec Hawke's Bay, en mai 2015. Il est repéré grâce à ses performances avec les moins de 20 ans néo-zélandais. Il fait ses débuts avec la province en 2015, disputant quelques matchs de présaison en Ranfurly Shield. Il enchaîne avec six autres apparitions durant la saison 2015 du National Provincial Championship (NPC).
En 2016, Riccitelli rejoint ensuite les Hurricanes en tant que joker médical, après avoir été appelé dans l'effectif pour remplacer Dane Coles, blessé. Il fait ses débuts en Super Rugby contre les Brumbies lors du match d'ouverture de la saison. Son contrat temporaire de joker médical avec les Hurricanes est ensuite prolongé. Au fil des succès des Hurricanes durant la saison, Riccitelli participe aux trois matchs de la phase finale, y compris à la victoire finale contre les Lions, séduisant les entraîneurs par la précision de ses lancers en touche et sa puissance dans le jeu courant.
Durant la suite de l'année 2016, Riccitelli continue pourtant de progresser en tant que pilier gauche titulaire dans une équipe décevante de Hawke's Bay qui termine à la dernière place du classement général de NPC,. Riccitelli retrouve ensuite son poste de prédilection, talonneur, lors du dernier match de la saison au McLean Park, contre Bay of Plenty. Il prend ainsi part à tous les matchs de son équipe cette saison.

### Transfert à Taranaki et poursuite avec les Hurricanes (2017-2022)
Ricky Riccitelli retourne ensuite dans sa province natale de Taranaki. En effet, après avoir déjà recruté Jordie Barrett, Taranaki réussit à attirer Riccitelli pour les saisons 2017 et 2018 de NPC, le convainquant de signer un contrat de deux ans. Avec le départ du talonneur Rhys Marshall (en) vers le Munster en Irlande en fin de saison précédente, l'entraîneur Colin Cooper affirme que Riccitelli a une belle opportunité de s'imposer à ce poste laissé vacant.
Il devient un titulaire régulier avec les Hurricanes lors de la saison 2017 de Super Rugby, profitant d'une nouvelle blessure du capitaine des Hurricanes et talonneur titulaire des All Blacks, Dane Coles. Il est préféré à Leni Apisai (en) pour le poste. Aussi, Riccitelli est appelé en tant que joker médical chez les All Blacks pour le Rugby Championship 2017, avec Coles absent pour le premier match et Liam Coltman forfait pour la saison. Il ne joue cependant pas dans la compétition et est libéré pour retourner à Taranaki après le rétablissement de Coles, victime de sa deuxième commotion cérébrale de la saison.
Bien que le tout nouveau All Black Asafo Aumua est recruté par les Hurricanes pour la saison 2018 de Super Rugby, Ricky Riccitelli conserve sa place de titulaire régulier lors des trois premières journées de la compétition. Il débute les treize matchs de la saison pour les Hurricanes, passe le troisième plus grand nombre de minutes sur le terrain et réalise le deuxième plus grand nombre de plaquages avant d'obtenir sa deuxième convocation en équipe de Nouvelle-Zélande. Riccitelli est appelé en renfort derrière Nathan Harris pour le troisième test match contre la France à Dunedin. Ensuite, il retrouve la province de Taranaki avec qui il est désigné joueur de l'année de la province après avoir participé à neuf des douze matchs de la saison 2018. Plus tard, il est sélectionné dans l'équipe du XV mondial pour affronter le Japon à Osaka, figurant parmi les dix remplaçants aux côtés des internationaux néo-zélandais Nehe Milner-Skudder et Jackson Hemopo.
Riccitelli réintègre l'effectif des Hurricanes pour la saison suivante, après que l'entraîneur en chef John Plumtree l'a confirmé dans l'annonce de l'équipe pour la saison 2019 de Super Rugby. Il célèbre sa cinquantième apparition sous les couleurs des Hurricanes aux côtés de Vaea Fifita, étant titularisé dans une rencontre face aux Crusaders.
En 2021, il est titulaire avec Taranaki lors de la finale du Championnat des provinces néo-zélandaises remportée 32 à 19 contre Otago,.

### Taranaki et Blues (depuis 2022)
Avant le début de la saison 2022 de Super Rugby, il est transféré aux Blues, où il est en concurrence avec Kurt Eklund (en) et Soane Vikena (en). La franchise cherchait en effet un talonneur expérimenté de qualité pour compléter son effectif,. Pour sa première saison à Auckland, son équipe atteint la finale du Super Rugby qu'elle perd contre les Crusaders. Riccitelli ne participe pas à la rencontre.
Lors de la saison 2023, les Blues sont vaincus en demi-finale par les Crusaders. Riccitelli joue tous les matchs de son équipe sauf un et prolonge son contrat en fin de saison de deux ans, c'est à dire jusqu'en 2025. Durant l'été, il est sélectionné avec les All Blacks XV (en) (équipe réserve) pour jouer contre l'équipe du Japon XV. Après ce passage en sélection, il fait son retour avec Taranaki avec qui il joue et remporte la finale du Championnat des provinces néo-zélandaises 2023, s'imposant 22 à 19 contre son ancienne équipe d'Hawke's Bay. L'équipe remporte ainsi le deuxième NPC de son histoire, neuf ans après le premier,.
En 2024, il fait son retour en finale du Super Rugby avec les Blues. Riccitelli est cette fois titulaire et remporte son deuxième titre dans la compétition, après une victoire 41 à 10 contre les Chiefs,. Durant l'été, après une bonne saison en Super Rugby, il est un temps évoqué pour être appelé avec la Nouvelle-Zélande par le nouveau sélectionneur Scott Robertson. Cependant, malgré l'absence de Samisoni Taukei'aho et le départ à la retraite de Dane Coles, George Bell lui est préféré pour être le troisième talonneur de l'équipe,. 
Au cours de l'année 2025, il s'engage avec le club français du Montpellier HR, en Top 14, à partir de la saison 2025-2026,.